# Herbault
Herbault es una comuna francesa situada en el departamento de Loir y Cher, en la región Centro-Valle del Loira.

## Demografía
| 878 | 955 | 894 | 937 | 926 | 1050 | 1207 |
| Para los censos de 1962 a 1999 la población legal corresponde a la población sin duplicidades (Fuente: INSEE [Consultar]) |     |     |     |     |      |      |